# Refinaria Potiguar Clara Camarão
A Refinaria Potiguar Clara Camarão (RPCC) é uma refinaria brasileira localizada em Guamaré, na região da Costa Branca, no estado do Rio Grande do Norte. Está localizada no Polo Potiguar.

## Histórico

### Antecedentes
Em 1973, foi descoberto o campo marítimo de Ubarana, situado na plataforma continental, tendo a sua produção se iniciado a partir de 1976. Em 1979, iniciou-se a produção terrestre com a perfuração do primeiro poço no município de Mossoró. Sucessivamente, foram feitas descobertas terrestres nos campos de Fazenda Belém, Alto do Rodrigues, Estreito, Macau, Guamaré e Canto do Amaro. Também foram descobertos os campos marítimos no litoral potiguar de Agulha, Aratum, Pescada e Arabaiana.
Em 1983, entrou em funcionamento o Polo Potiguar para realizar o tratamento e processamento do petróleo e gás natural proveniente dos campos de terra e de mar da bacia Potiguar. Em 1985, foi iniciada a construção da primeira Unidade de Tratamento e Processamento de Gás Natural (UPGN), além do início operacional do gasoduto Nordestão. Em 1986, ocorreu a construção do terminal de armazenamento e transferência.
Em 1999, entrou em operação a planta de produção de diesel. Em teve 2001, teve início a operação da segunda unidade de diesel e da instalação da segunda UPGN. Em 2005, teve início de operação a unidade de QAV (Querosene de Aviação) e a operação da unidade experimental de Biodiesel.
Em 2006, começou a funcionar a terceira unidade de UPGN.

### Refinaria Potiguar Clara Camarão
Em novembro de 2009, foi assinado o Termo de Compromisso entre o Governo do Rio Grande do Norte e a Petrobras, para dar início às obras da Refinaria Potiguar Clara Camarão, com o objetivo de ampliar a capacidade instalada do Polo, além de implantar uma unidade de produção de gasolina, com investimentos de 215 milhões de dólares, como parte do Programa de Aceleração do Crescimento (PAC) do Governo Federal.
A Refinaria Potiguar Clara Camarão (RPCC) é uma das cinco unidades de refino projetadas pela Petrobras para elevar em 1,2 milhões de barris/dia, até 2015, a capacidade de refino da Petrobras no Brasil que era de 1,9 milhões de barris/dia em 2009, volume que é superior à demanda nacional de derivados, que girava em torno de 1,8 milhão de barris/dia em 2009. Com isso, o Brasil passaria a ter capacidade excedente de derivados, principalmente óleo diesel de alta qualidade, para exportação. Como todas as refinarias da Petrobras, a Clara Camarão pode refinar tanto petróleo pesado da Bacia de Campos como petróleo leve do pré-sal. Entretanto, na primeira fase, o petróleo processado pela refinaria será o produzido no Rio Grande do Norte.
A refinaria teve suas obras iniciadas em dezembro de 2009, e foi projetada para ter a capacidade de processar 30 mil barris de petróleo por dia , além de produzir 4,5 mil barris de gasolina por dia. A Petrobras também realizou aprimoramentos no polo para produzir óleo diesel com teor de enxofre de 50 ppm e incremento da logística de escoamento marítimo que resultarão numa estrutura de movimentação de óleo e produtos equivalente à da Refinaria de Mataripe (BA).
A refinaria foi construída a partir da adequação das instalações existentes do Polo Industrial de Guamaré, que já produzia gás liquefeito de petróleo (GLP), conhecido como gás de cozinha, diesel e querosene de aviação (QAV), com o objetivo de produzir, a partir de 2010, gasolina e diesel com qualidade internacional (teor de enxofre de 50 ppm), além de nafta petroquímica.
Em setembro de 2010, a refinaria começou a produzir gasolina, tornando o Rio Grande do Norte o único estado do país autossuficiente na produção de todos os tipos de derivados do petróleo.
Em 2011, a refinaria produziu 1 milhão de metros cúbicos de derivados de petróleo.

## Estrutura
- Capacidadeː 39,6 mil barris de óleo por dia (6.000 m³/dia);[8]
- Produtosː diesel, nafta petroquímica, querosene de aviação e gasolina;[8]
- Duas unidades de destilação atmosféricas: U-260 e U-270 (diesel e QAV);[8]
- Uma unidade de tratamento cáustico regenerativo: U-280;[8]
- Uma unidade de produção de gasolina: UGG - U-280-A;[8]

## Polo Potiguar
Desde a sua implantação, o Polo Potiguar recebeu um montante de investimentos de US$ 1,65 bilhão. O investimento na ampliação das instalações em 2009 foi de US$ 215 milhões, totalizando US$ 1,86 bilhão. Após as obras, a Clara Camarão contará com um novo quadro de boias com capacidade para atracar navios de 50 mil toneladas, além de uma unidade de produção de gasolina automotiva. Assim, o Rio Grande do Norte passará a ter uma refinaria moderna, que produzirá, após a sua conclusão, 18 mil m³ de gasolina, 42 mil m³ de diesel, 7.500 m³ de QAV, 11.700 m³ de GLP e 3 mil m³ de nafta petroquímica.

## Homenagem
Trata-se da primeira refinaria no Brasil batizada com o nome de uma mulher., em homenagem a Clara Camarão, índia brasileira que liderou um grupo de nativas na luta contra os holandeses durante a colonização. O batalhão feminino comandado por Clara Camarão teve atuação decisiva na batalha ocorrida na cidade de Porto Calvo em 1637.
Frequentemente denominada com o termo incorreto de “minirrefinaria”, a Refinaria Potiguar Clara Camarão não pode ser considerada como tal. Tecnicamente, uma minirrefinaria processa até 2 mil barris/dia de petróleo e, além disso, é construída em localidades remotas onde ocorre a produção de petróleo, como por exemplo o Alasca, a Sibéria ou o Saara. "O minirrefino local visa o autobastecimento das instalações de produção remotas, facilitando a logística de abastecimento das frotas e equipamentos nestes lugares distantes. Certamente este não é o caso de Guamaré, que irá produzir derivados de alta qualidade para o mercado regional do Nordeste." - esclarece o Secretário de Energia do Governo do Estado do Rio Grande do Norte, Jean-Paul-Prates.

## Potencial
A Refinaria Clara Camarão deverá atingir 60 mil barris/dia com as expansões planejadas (2011) e, no futuro, poderá chegar aos 120 mil barris diários de petróleo processado, caso seja solucionado o escoamento de granéis através de terminal oceânico ora em estudo (Porto do Mangue ou Areia Branca). As licenças ambientais para a expansão e aprimoramento da RPCC foram concedidas pela Governadora Wilma de Faria em outubro de 2009.

## Privatização
Em fevereiro de 2022, a Petrobras assinou contrato de venda do Polo Potiguar para a 3R Petroleum por US$ 1,38 bilhão. A venda inclui um conjunto de 22 concessões de campos de produção terrestres e de águas rasas, junto com sua infraestrutura de processamento, a Refinaria Clara Camarão, Terminal Aquaviário de Guamaré, logística, armazenamento, transporte e escoamento de petróleo e gás natural, localizadas na Bacia Potiguar.
Em 07 de junho de 2023, a Agência Nacional do Petróleo, Gás Natural e Biocombustíveis (ANP) aprovou a a transferência de 100% do Polo Potiguar para a 3R Petroleum. A companhia assumiu a operação dos ativos no dia 08 de junho de 2023.
Em 2023, o polo Potiguar produziu em média 16,5 mil barris de óleo por dia e 37,3 mil m³/dia de gás natural (42,3 mil barris de óleo equivalente por dia).

Em julho de 2023, a gasolina vendida pela Refinaria Clara Camarão passou a custar 27% mais que a gasolina vendida pelas refinarias da Petrobras, após a nova administração da RPCC realizar reajustes no preço.